# EUROFIMA
EUROFIMA (Sociedad Europea para la Financiación del Material Ferroviario) es una organización supranacional con sede en Basilea (Suiza). Creada en 1956, opera sin ánimo de lucro con la misión de apoyar el desarrollo del servicio público de transporte ferroviario de pasajeros en sus Estados contratantes. La organización ayuda a los operadores ferroviarios y a las autoridades de transporte público a financiar la renovación y modernización del material ferroviario utilizado en los contratos de obligación de servicio público.
A pesar de su nombre, esta organización sin ánimo de lucro no está afiliada a la Unión Europea.
A través de un modelo de afiliación, EUROFIMA financia el material ferroviario mediante empréstitos. El nivel de ayuda depende del capital aportado por los accionistas.

## Historia

### Fundación
EUROFIMA fue creada el 20 de noviembre de 1956 por un tratado internacional entre los Estados soberanos («Estados contratantes»). Inicialmente se fundó por un periodo de 50 años.
En 1984, su mandato se prorrogó hasta 2056, tras la decisión de la Asamblea General de prolongar la vigencia otros 50 años.

### Impacto de la liberalización del mercado 2012-2018
Como resultado de la liberalización de los mercados ferroviarios europeos de 2012 a 2016 en virtud de sucesivos paquetes legislativos, la estructura del mercado ferroviario europeo cambió. Este cambio dio lugar a modelos de explotación y contratación más complejos, con la aparición de entidades subnacionales como principales propietarios de material rodante en países como Reino Unido, Alemania y Francia.
En 2018, se modificaron los estatutos de EUROFIMA para aclarar las condiciones para que las autoridades de transporte público y los operadores de transporte privados se conviertan en accionistas o accedan a préstamos. Estos cambios permiten las garantías de los gobiernos locales o regionales en lugar de las garantías estatales.

## Accionistas
| Accionista                                                             | Estado contratante   | % del capital social |
| ---------------------------------------------------------------------- | -------------------- | -------------------- |
| DB Deutsche Bahn AG                                                    | Alemania             | 22,60%               |
| SNCF                                                                   | Francia              | 22,60%               |
| FS Ferrovie dello Stato Italiane S.p.A.                                | Italia               | 13,50%               |
| SNCB                                                                   | Bélgica              | 9,80%                |
| NS Nederlandse Spoorwegen                                              | Países Bajos         | 5,80%                |
| RENFE Operadora                                                        | España               | 5,22%                |
| SBB CFF FFS                                                            | Suiza                | 5,00%                |
| CFL                                                                    | Luxemburgo           | 2,00%                |
| Comboios de Portugal                                                   | Portugal             | 2,00%                |
| ÖBB Holding AG                                                         | Austria              | 2,00%                |
| OSE                                                                    | Grecia               | 2,00%                |
| SJ Näringsdepartementet                                                | Suecia               | 2,00%                |
| ŽS Akcionarsko društvo Železnice Srbije                                | Serbia               | 1,08%                |
| ČD České dráhy. a.s.                                                   | República Checa      | 1,00%                |
| HŽ Putnički prijevoz d.o.o.                                            | Croacia              | 0,82%                |
| MÁV                                                                    | Hungría              | 0,70%                |
| ŽFBiH Javno preduzeće Željeznice Federacije Bosne i Hercegovine d.o.o. | Bosnia y Herzegovina | 0,51%                |
| ŽSSK Železničná spoločnosť’ Slovensko. a.s.                            | Eslovaquia           | 0,50%                |
| SŽ Slovenske železnice d.o.o.                                          | Eslovenia            | 0,42%                |
| BDŽ Holding Balgarski Darzhavni Zheleznitsi EAD                        | Bulgaria             | 0,20%                |
| ŽRSM Javno pretprijatie Makedonski Železnici-Infrastruktura            | Macedonia del Norte  | 0,09%                |
| ŽPCG Željeznički Prevoz Crne Gore AD                                   | Montenegro           | 0,06%                |
| TCDD Taşımacılık A.Ş.                                                  | Turquía              | 0,04%                |
| MŽ Železnici na Republika Severna Makedonija Transport AD - Skopje     | Macedonia del Norte  | 0,02%                |
| DSB                                                                    | Dinamarca            | 0,02%                |
| Vy Group                                                               | Noruega              | 0,02%                |